# Heròfil de Calcedònia
|  | «Heròfil» redirigeix aquí. Vegeu-ne altres significats a «Heròfil (desambiguació)». |

Heròfil (grec antic: Ἡρόφιλος; en llatí: Herophilus) va ser un metge grec de l'Escola d'Alexandria. Va néixer a Calcedònia de Bitínia, i fou expert en anatomia i fisiologia.
Es coneixen molt pocs detalls de la seva biografia. Fou deixeble de Praxàgores de Cos i de Filòtim, i contemporani del filòsof Diodor Cronos i del monarca Ptolemeu I Soter, de manera que va viure entre el segle iv i el segle iii aC, però no hi ha cap informació sobre l'any de naixement o mort. Es va establir a Alexandria, on va adquirir reputació i va fundar l'escola mèdica de la ciutat, que esdevindria la més reputada de l'antiguitat, garantia de gran habilitat.
Heròfil va ser el primer a fer disseccions anatòmiques en públic, pràctica mèdica que començà al costat d'Erasístrat de Ceos. Va constatar la sincronia del pols amb els batecs del cor i va afirmar que la intel·ligència no es troba al cor, com es creia llavors, sinó al cervell.
La seva obra, així com la del seu contemporani Erasístrat, va desaparèixer completament amb la destrucció d'Alexandria per part de Juli Cèsar, i el seu contingut es coneix només gràcies a citacions d'autors posteriors, especialment de Galè. Se sap, doncs, que fou autor de diversos llibres mèdics i anatòmics, dels quals resten uns pocs fragments; es coneixen els títols de De Causis (en grec antic: Περὶ Αἰτιῶν) i un comentari a Hipòcrates.
Entre els seus deixebles i membres de l'escola alexandrina de medicina cal esmentar Àndrees, Apol·loni Mus, Aristoxen, Baqui de Tànagra, Cal·líanax, Cal·límac, Demetri d'Apamea, Dioscòrides Pigós, Heraclides, Mànties, Espeusip, Zenó, Zeuxis i un cert Gaius esmentat per Celi Aurelià.
La confluència dels sins s'anomena també premsa d'Heròfil en honor seu.